# Леорда
Леорда (рум. Leorda) — село у повіті Ботошані в Румунії. Входить до складу комуни Леорда.
Село розташоване на відстані 376 км на північ від Бухареста, 16 км на північний захід від Ботошань, 111 км на північний захід від Ясс.

## Населення
За даними перепису населення 2002 року у селі проживали 1546 осіб, з них 1543 особи (99,8%) румунів. Рідною мовою 1543 особи (99,8%) назвали румунську.